# Frances Bean Cobain
Frances Bean Cobain, född 18 augusti 1992 i Los Angeles, är en amerikansk modell och bildkonstnär. Hon är Kurt Cobains och Courtney Loves enda barn och namngavs efter Frances McKee, sångerska i The Vaselines.
Frances Bean Cobain besökte sin far den 1 april 1994 när han låg inne på Exodus Recovery Center för sitt drogmissbruk. Detta var den sista gången de såg varandra, eftersom Kurt Cobain hittades död i sitt hem en vecka senare. Efter detta blev hon uppfostrad av sin mamma, sina mostrar och sin farmor.

## Karriär
Frances Bean Cobain har varit modell för bland annat Elle, Harper's Bazaar och Hedi Slimane. Hon har även skapat konstverk under pseudonymen Tim Fiddle och hennes första egna konstutställning ägde rum i februari 2013. Utöver detta var det Frances Bean Cobain som valde både titeln och framsidan på samlingsalbumet Sliver: The Best of the Box och hon har arbetat som praktikant på Rolling Stone mellan juni och augusti 2008. Hon medverkade även på Evelyn Evelyns låt "My Space" från 2010.